# Cost plus
Cost plus (cost-plus, řidčeji cost+, alternativně Cost Reimbursement Contract – smlouva s refundací nákladů) označuje trh, způsob financování nebo (a to nejčastěji) zakázku či smlouvu, ve které smluvní strana, chápaná jako zhotovitel předmětu smlouvy (produktu, služby, apod.)
- dostává po zhotovení předmětu smlouvy bonus, jehož podoba a hodnota je zakotvena ve smlouvě, a/nebo
- v případě, že zhotovitel překročí předpokládané náklady (uvedené ve smlouvě) nebo na základě nových skutečností zahrne do zakázky tzv. oprávněné náklady, druhá smluvní strana (zadavatel, objednavatel) tyto náklady uhradí.

Opakem cost plus smluv/financování je financování s pevnou cenou (nákladů) - fixed price contract, fixed pricing, které se vyskytuje v drtivé většině případů a předpokládá coby implicitní typ smlouvy či čerpání finančních prostředků mezi zadavatelem a zhotovitelem.

## Typy cost plus kontraktů
- Cost Plus Fixed Fee – po dodání/vykonání produktu/služby zhotovitel získá fixní odměnu, jejíž výše je zakotvena ve smlouvě
- Cost-Plus-Incentive Fee – zhotovitel po splnění smlouvy získá odměnu proporcionální vzhledem ke kvalitě, rychlosti nebo ekonomičnosti splněné zakázky
- Cost Plus Award Fee – podobná jako Cost-Plus-Incentive Fee, s tím, že může být podrobněji rozepsáno, jaké konkrétní cíle (resp. jejich překonání) zadavatel odmění. Například, při kontraktu na návrh a vyrobení letadla těmito cíli mohou být rychlost a spotřeba paliva nad respektive pod stanovený limit, který musí být splněn.
- Cost Plus Percentage of Cost – jediný typ cost plus smluv, který neobsahuje odměnu pro zhotovitele a kde se zadavatel upisuje platit rostoucí zhotovitelovy náklady. Tato smlouva se používá nejméně a v některých případech je zcela zakázaná.

## Paradox cost plus smluv
Z pohledu teoretické ekonomie u cost plus smluv/zakázek/objednávek dochází - na rozdíl od reálného ekonomického prostředí - k paradoxnímu jevu, kdy větší náklady pro zhotovitele znamenají větší zisk.
Charakter cost plus smlouvy zhotovitelům zavdává důvody pro záměrné zvyšování nákladů. Z toho důvodu by měly mít cost plus zakázky přísný audit i jiné kontrolní mechanismy, ať již ze strany zadavatele nebo nezávislé.

## Oblasticost plussmluv
Obecně se cost plus smlouvy nejčastěji uzavírají na konkrétní projekty v oblastech vědeckého výzkumu, případně na rozsáhlé projekty těžby nerostných surovin. Speciální oblastí je pak zbrojírenský průmysl a dodávky vojenské techniky armádě.
Někdy zadavatele k podepsání cost plus smluv nutí okolnosti - je to například u zakázek, jejichž užitečnost popř. rychlost, s kterou budou zhotoveny, je v daném okamžiku důležitější a přesahuje výhodu možnosti vybrat si na základě ceny. Též u zakázek v prostředí nebo na pozadí živelních katastrof nebo (po)válečného chaosu se cost plus kontrakty objevují. Příkladem jsou zakázky poválečné výstavby Iráku. V případě Spojených států amerických, začal od roku 2002 objem cost plus kontraktů u jejího Ministerstva obrany dokonce převyšovat smlouvy fixed price. Smlouvy cost plus, jejímž zadavatelem byla americká vláda v roce 2007 dosáhly objemu 78 miliard dolarů.